# Un bébé pas comme les autres
Un bébé pas comme les autres (No Ordinary Baby) est un téléfilm américain réalisé par Peter Werner, diffusé le 8 octobre 2001 sur Lifetime.

## Synopsis
La femme d'un couple plus très jeune s'est fait inséminée dans un laboratoire dédié. C'est l'ADN de leur fille décédée qui a été utilisé. Mais une journaliste mise au courant par une fuite provenant d'une personne du laboratoire, va divulguer l'information et provoquer la polémique autour de ce clonage humain.

## Fiche technique
- titre québécois : Bébé clone
- Titre original : No Ordinary Baby
- Titre original alternatif : After Amy
- Réalisation : Peter Werner
- Scénario : Richard Kletter d'après la nouvelle Carbon Copy : meet the first human clone de Richard Kadrey
- Photographie : Neil Roach
- Décors: Perri Gorrara
- Musique : Brian Keane (en)
- Société de production : von Zerneck/Sertner Films
- Pays : États-Unis
- Durée : 90 minutes

## Distribution
- Bridget Fonda (VF : Rafaèle Moutier) : Linda Sanclair
- Mary Beth Hurt (VF : Marie-Martine) : le docteur Amanda Gordon
- Valérie Mahaffey (VF : Nathalie Régnier) : Virginia Hytner
- Philip Bosco (VF : Michel Ruhl) : le docteur Ed Walden
- Adam LeFevre : Chris Hytner
- Claudia Ferri : l'infirmière Donovan
- Bill Haugland : Dan Reilly
- Alan Fawcett : agent Olman
- Norman Berketa : Michael O'Donnell

## Autour du film
La version française du DVD est édité sous le titre : Clone.